# Élections sénatoriales de 2020 en Eure-et-Loir
Les élections sénatoriales en Eure-et-Loir ont lieu le dimanche 27 septembre 2020. Elles ont pour but d'élire les sénateurs représentant le département au Sénat pour un mandat de six années.

## Contexte départemental
Lors des élections sénatoriales de 2014 en Eure-et-Loir, trois sénateurs ont été élus selon un mode de scrutin proportionnel.
Depuis, tous les effectifs du collège électoral des grands électeurs ont été renouvelés, avec les élections départementales françaises de 2015, les élections régionales françaises de 2015, les élections législatives françaises de 2017 et les élections municipales françaises de 2020.

## Sénateurs sortants
| Sénateur | Sénateur               | Parti | Fonctions lors de l'élection en 2014           |
| -------- | ---------------------- | ----- | ---------------------------------------------- |
|          | Albéric de Montgolfier | LR    | Sénateur sortant, président du conseil général |
|          | Chantal Deseyne        | LR    | Maire de Serville                              |
|          | Françoise Ramond       | LR    | Maire d'Épernon                                |

## Présentation des listes et des candidats
Les nouveaux représentants sont élus pour une législature de 6 ans au suffrage universel indirect par les 1 287 grands électeurs du département. En Eure-et-Loir, les sénateurs sont élus au scrutin proportionnel plurinominal. Leur nombre reste inchangé, trois sénateurs sont à élire et cinq candidats doivent être présentés sur la liste pour qu'elle soit validée. Chaque liste de candidats est obligatoirement paritaire et alterne entre les hommes et les femmes. Plusieurs listes seront déposées dans le département. Elles sont présentées ici dans l'ordre de leur dépôt à la préfecture et comportent l'intitulé figurant aux dossiers de candidature.

### Europe Écologie Les Verts
| N° | Candidats | Candidats            | Parti | Principales fonctions                      |
| -- | --------- | -------------------- | ----- | ------------------------------------------ |
| 01 |           | Estelle Cochard      | EÉLV  | Conseillère régionale                      |
| 02 |           | Jean-Bernard Gramunt | EÉLV  | Conseiller municipal de Droue-sur-Drouette |
| 03 |           | Pascale Bigard       | EÉLV  |                                            |
|    |           |                      |       |                                            |
| 04 |           | Vincent Villette     | EÉLV  |                                            |
| 05 |           | Sandra Renda         | EÉLV  |                                            |

### Divers gauche
| N° | Candidats | Candidats                | Parti | Principales fonctions                 |
| -- | --------- | ------------------------ | ----- | ------------------------------------- |
| 01 |           | François Huwart          | MR    |                                       |
| 02 |           | Michèle Bonthoux         | PS    | Maire de Mainvilliers                 |
| 03 |           | Yves Marie               | DVG   | Maire de Gallardon                    |
|    |           |                          |       |                                       |
| 04 |           | Nathalie Fortin-Jouannet | DVG   | Conseillère municipale de Saint-Prest |
| 05 |           | Daniel Frard             | PS    |                                       |

### Parti communiste français
| N° | Candidats | Candidats        | Parti | Principales fonctions                 |
| -- | --------- | ---------------- | ----- | ------------------------------------- |
| 01 |           | Gisèle Quérité   | PCF   | Conseillère municipale de Vernouillet |
| 02 |           | Michel Roy       | PCF   | Adjoint au maire de Mévoisins         |
| 03 |           | Nabila Lakehal   | PCF   |                                       |
|    |           |                  |       |                                       |
| 04 |           | Youssef Lamrini  | LFI   | Conseiller municipal de Vernouillet   |
| 05 |           | Élodie Leyssenne | PCF   |                                       |

### Divers droite
| N° | Candidats | Candidats       | Parti | Principales fonctions      |
| -- | --------- | --------------- | ----- | -------------------------- |
| 01 |           | John Billard    | DVD   | Maire du Favril            |
| 02 |           | Sylvie Honneur  | DVD   | Conseillère départementale |
| 03 |           | Victor Provot   | Agir  | Maire de Thiron-Gardais    |
|    |           |                 |       |                            |
| 04 |           | Corine Le Roux  | DVD   | Maire de Boutigny-Prouais  |
| 05 |           | Serge Le Balc'h | MoDem | Maire de Meslay-le-Vidame  |

| N° | Candidats | Candidats             | Parti | Principales fonctions                                  |
| -- | --------- | --------------------- | ----- | ------------------------------------------------------ |
| 01 |           | Daniel Guéret         | LR    | Conseiller départemental, adjoint au maire de Chartres |
| 02 |           | Marie-Christine Loyer | DVD   | Maire de Louvilliers-lès-Perche                        |
| 03 |           | Xavier Nicolas        | LR    | Maire de Senonches                                     |
|    |           |                       |       |                                                        |
| 04 |           | Mireille Eloy         | LR    | Conseillère régionale                                  |
| 05 |           | Joël Billard          | LR    | Conseiller départemental, maire de Bonneval            |

### Divers droite 2
| N° | Candidats | Candidats           | Parti | Principales fonctions                              |
| -- | --------- | ------------------- | ----- | -------------------------------------------------- |
| 01 |           | Gilles Gallienne    | DVD   | Conseiller municipale de Cloyes-les-Trois-Rivières |
| 02 |           | Corinne Fichet      | DVD   |                                                    |
| 03 |           | Guillaume Grimault  | DVD   | Conseiller municipal d'Ymeray                      |
|    |           |                     |       |                                                    |
| 04 |           | Dominique Chanfrau  | DVD   | Conseillère municipale de Nogent-le-Roi            |
| 05 |           | Christian Le Borgne | DVD   | Conseiller municipal de Bailleau-Armenonville      |

### Les Républicains
| N° | Candidats | Candidats              | Parti | Principales fonctions                               |
| -- | --------- | ---------------------- | ----- | --------------------------------------------------- |
| 01 |           | Albéric de Montgolfier | LR    | Sénateur sortant, conseiller départemental          |
| 02 |           | Chantal Deseyne        | LR    | Sénatrice sortante, conseillère municipale de Dreux |
| 03 |           | Alexis Robin           | LR    | Adjoint au maire de Maintenon                       |
|    |           |                        |       |                                                     |
| 04 |           | Annie Camuel           | LR    | Maire d'Écrosnes                                    |
| 05 |           | Philippe Schmit        | LR    | Maire du Thieulin                                   |

### Rassemblement national
| N° | Candidats | Candidats          | Parti | Principales fonctions                       |
| -- | --------- | ------------------ | ----- | ------------------------------------------- |
| 01 |           | Aleksandar Nikolic | RN    | conseiller municipal de Saint-Rémy-sur-Avre |
| 02 |           | Émilie Lavault     | RN    | Conseillère municipale de Vernouillet       |
| 03 |           | Roger Tran         | RN    | Conseiller municipal de La Loupe            |
|    |           |                    |       |                                             |
| 04 |           | Sandra Deseaver    | RN    | Conseillère municipale de Courville         |
| 05 |           | Éric Laqua         | RN    | Conseiller municipal de Lucé                |

## Résultats
| Tête de liste                                                                             | Tête de liste            | Liste                           | Voix  | %     | Sièges |  |
| ----------------------------------------------------------------------------------------- | ------------------------ | ------------------------------- | ----- | ----- | ------ |  |
|                                                                                           | Albéric de Montgolfier   | Divers droite (LR)              | 555   | 43,12 | 2      |  |
| Une équipe pour l'Eure-et-Loir : le choix de l'efficacité !                               |                          |                                 | 555   | 43,12 | 2      |  |
| Daniel Guéret                                                                             | Divers droite (LR)       | 277                             | 21,52 | 1     |        |  |
| Territoires d'Eure-et-Loir                                                                |                          | 277                             | 21,52 | 1     |        |  |
|                                                                                           | François Huwart          | Divers gauche (MR - PS)         | 189   | 14,69 | 0      |  |
| Ensemble pour l’Eure-et-Loir                                                              |                          |                                 | 189   | 14,69 | 0      |  |
|                                                                                           | John Billard             | Divers centre (Agir - MoDem)    | 158   | 12,28 | 0      |  |
| Pour des communes utiles et libres                                                        |                          |                                 | 158   | 12,28 | 0      |  |
|                                                                                           | Estelle Cochard          | Europe Écologie Les Verts       | 57    | 4,43  | 0      |  |
| Eure-et-Loir Écologie                                                                     |                          |                                 | 57    | 4,43  | 0      |  |
|                                                                                           | Aleksandar Nikolic       | Rassemblement national          | 29    | 2,25  | 0      |  |
| Liste localiste présentée par le Rassemblement national pour le rééquilibrage territorial |                          |                                 | 29    | 2,25  | 0      |  |
|                                                                                           | Gisèle Quérité           | Parti communiste français (LFI) | 16    | 1,24  | 0      |  |
| Liste de gauche : l'Humain d'abord                                                        |                          |                                 | 16    | 1,24  | 0      |  |
|                                                                                           | Gilles Gallienne         | Divers                          | 6     | 0,47  | 0      |  |
| Nouveau Départ                                                                            |                          |                                 | 6     | 0,47  | 0      |  |
|                                                                                           |                          |                                 |       |       |        |  |
| Votes valides                                                                             | Votes valides            | Votes valides                   | 1 287 | 98,85 |        |  |
| Votes blancs                                                                              | Votes blancs             | Votes blancs                    | 7     | 0,54  |        |  |
| Votes nuls                                                                                | Votes nuls               | Votes nuls                      | 8     | 0,61  |        |  |
| Total                                                                                     | Total                    | Total                           | 1 302 | 100   | 3      |  |
| Abstention                                                                                | Abstention               | Abstention                      | 16    | 1,21  |        |  |
| Inscrits / participation                                                                  | Inscrits / participation | Inscrits / participation        | 1 318 | 98,79 |        |  |